# Francis Carsten
Francis Ludwig Carsten (25 junho 1911 -  23 junho 1988) foi um historiador britânico da Alemanha. Foi descrito por Peter Wende como "um dos melhores historiadores britânicos que escrevem sobre a Alemanha".  A Academia Britânica o descreveu como "o mais importante historiador em estabelecer contatos próximos entre os historiadores britânicos e alemães... depois das agressões militares de Hitler".

## Vida
Carsten nasceu em 1911, em Berlin. O pai dele, Paul Carsten, foi um doutor especialista em olhos e professor na Universidade de Humboldt. Sua mãe foi parte de uma família judeo-alemã de origem austríaca de classe média, o que fez toda a família virar alvo de perseguição nazista. Ele estudou direito na Universidade de Genebra.  Também foi membro da Sozialistischer Schülerbund, um grupo para jovens do Partido Comunista da Alemanha. Depois criticou o partido, dizendo que usava uma estratégia social-facista. Se envolveu com uma organização antifacista chamada Neu Beginnen.

## No Reino Unido
Carsten fugiu da Alemanha pois foi avisado que a Gestapo queria pega-ló. Primeiro morou em Amsterdã por 3 anos, e se mudou para o Reino Unido em 1939, depois de terem oferecido uma vaga no Wadham College em Oxford para ele. Se tornou um cidadão britânico em 1946. Durante a segunda guerra, foi recrutado pelo governo britânico para ajudar nas preparações para a ocupação da Alemanha. Ele trabalhou para o Executivo de Guerra Política Britânica, dando conselhos e ajudando a disseminar propaganda.

## Depois da Guerra
Carsten se concentrou em seus interesses acadêmicos. Ele foi muito importante em estabelecer o estudo da história da Alemanha e da Aústria como uma matéria acadêmica no Reino Unido. Se tornou um importante membro dos estudos da Europa Central na Escola de Estudos Eslavônicos e da Europa Oriental em 1961. Ele influenciou vários historiadores britânicos que estavam interessados na história da Europa Central. Carsten morreu em 23 de junho de 1988.

## Livros selecionados
- The Rise of Fascism
- The origins of Prussia
- The Reichswehr and politics: 1918 to 1933
- Princes and parliaments in Germany, from the fifteenth to the eighteenth century
- Revolution in central Europe, 1918–1919
- The New Cambridge modern history. Vol. 5, The Ascendancy of France, 1648–88
- The German resistance to Hitler
- The German workers and the Nazis
- War against war: British and German radical movements in the First World War
- A history of the Prussian Junkers
- The first Austrian Republic, 1918–1938: a study based on British and Austrian documents
- Fascist Movements in Austria: From Schönerer to Hitler
- Britain and the Weimar Republic: the British documents

## Artigos notáveis
- The nobility of Brandenburg and Prussia from the 16th to the 18th Century
- Germany and austria, ca. 1820 to 1880
- The Weimar Republic
- New 'evidence' against Marshal Tukhachevsky[8]
- Slavs in North-Eastern Germany
- The german generals and Hitler, 1933-1938[9]